# آلفردو فونی
آلفردو فونی (به ایتالیایی: Alfredo Foni) بازیکن فوتبال و اهل ایتالیا است 

## تیم ملی
از سال ۱۹۳۶ میلادی عضو تیم ملی فوتبال ایتالیا بوده و در ۲۳ بازی ملی حضور داشته‌است. او در بازی‌های ملی‌اش گلی به ثمر نرساند.
آلفردو فونی آخرین بازی ملی خود را در سال ۱۹۴۲ میلادی انجام داد.